# Placido Riccardi
Blahoslavený Placido Riccardi (24. června 1844 Trevi – 25. března 1915 Řím) byl italský římskokatolický kněz a benediktínský řeholník. Katolická církev jej uctívá jako blahoslaveného.

## Život
Narodil se 24. června 1844 v Trevi. Byl pokřtěn se jménem Tommaso. V Římě navštěvoval kurz filosofie v akademických letech 1855-1866 u dominikánů u Minervi. Po zbožné pouti do Loreta a po kurzu duchovního cvičení, rozhodl se vstoupit dne 12. listopadu 1866 k benediktinům za Hradbami Svatého Pavla v Římě jako kandidát. Dne 19. ledna 1968 se stal řeholníkem se jménem Placido. Byl vysvěcen na jáhna a dne 5. listopadu 1870 byl zatčen, uvězněn a odsouzen za to že nevykonával vojenskou službu a byl téměř dezertér. Dne 24. prosince byl propuštěn a poslán do Livorna do 57 pěšího pluku. Byl reformován v Pise a následující rok se mohl vrátit do kláštera a 25. března 1871 byl vysvěcen na kněze. Roku 1884 byl jmenován kaplanem kláštera benediktinských řeholnic v s. Magno in Amelia. O deset let později se stal rektorem kláštera ve Farfa in Sabina. Kde zůstal 20 let v intenzivní modlitbě. Ochrnul a byl převezen do kláštera za Hradbami Svatého Pavla. Zde zemřel dne 25. března 1915. Byl blahořečen ct. Piem XII. dne 5. prosince 1954.